# Luis Miguel Fernández Domínguez
Luis Miguel Fernández Domínguez (26 d'abril de 1962) és un exfutbolista extremeny, que ocupava la posició de porter. Va nàixer a Valdelacalzada, Extremadura, tot i que a causa d'una errada a les inscripcions federatives, també hi figura com nat a Tortosa.

## Trajectòria
Va destacar a les files del Xerez CD, equip en el qual hi seria el porter titular fins a la 89/90, a la Segona Divisió, havent sumat 111 partits en les darreres tres campanyes com a xeresista.
Fitxa aleshores pel Reial Betis, amb qui debuta a primera divisió. Suplent de Trujillo, tot i això hi apareix en 13 ocasions. Els sevillans perden la categoria. La temporada 91/92, a la Segona Divisió, el porter hi recupera la titularitat.
Posteriorment militaria en altres equips més modestos, com la UE Badaloní.